# Losa del Obispo
Losa del Obispo (em castelhano e oficialmente) ou la Llosa del Bisbe (em valenciano) é um município da Espanha, na província de Valência, Comunidade Valenciana. Tem 12,2 km² de área e em  tinha 531 habitantes (densidade: 43,5 hab./km²). Pertence à comarca de Los Serranos e limita com os municípios de Chulilla, Domeño, Villar del Arzobispo, Casinos e Loriguilla.